# Сельское хозяйство Соединённых Штатов Америки

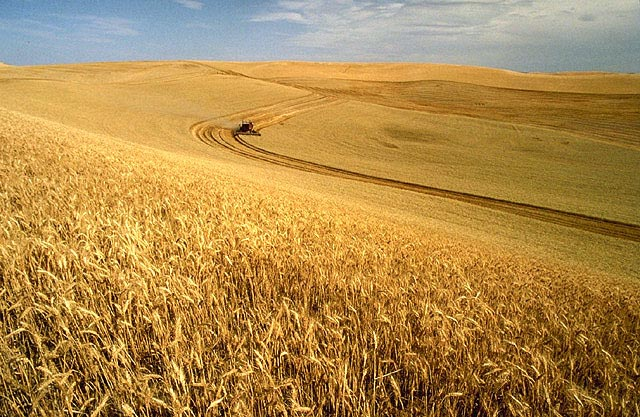
Урожай пшеницы в регионе Палуз северо-центрального Айдахо

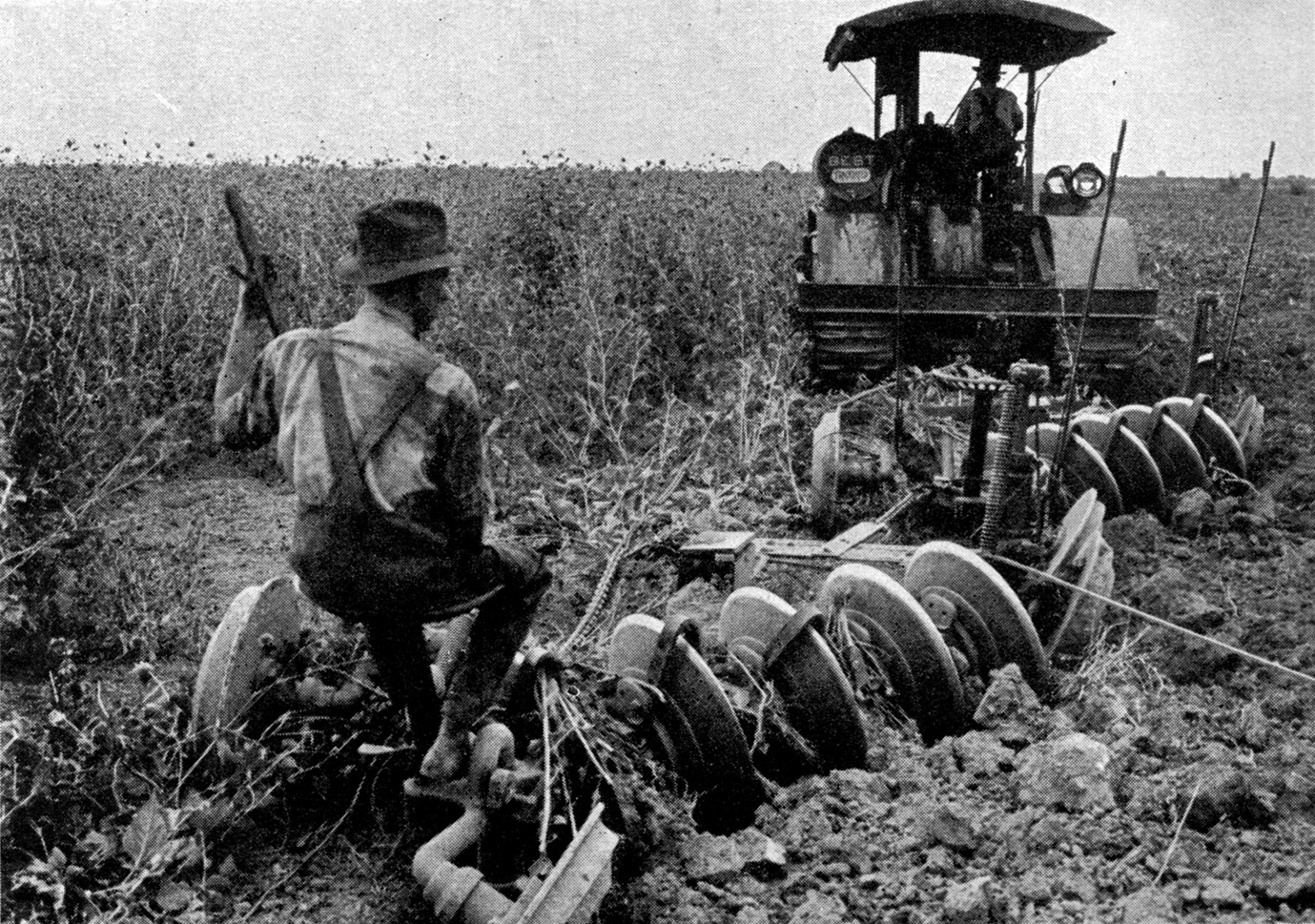
Это фото из энциклопедии 1921 демонстрирует вспашку поля трактором

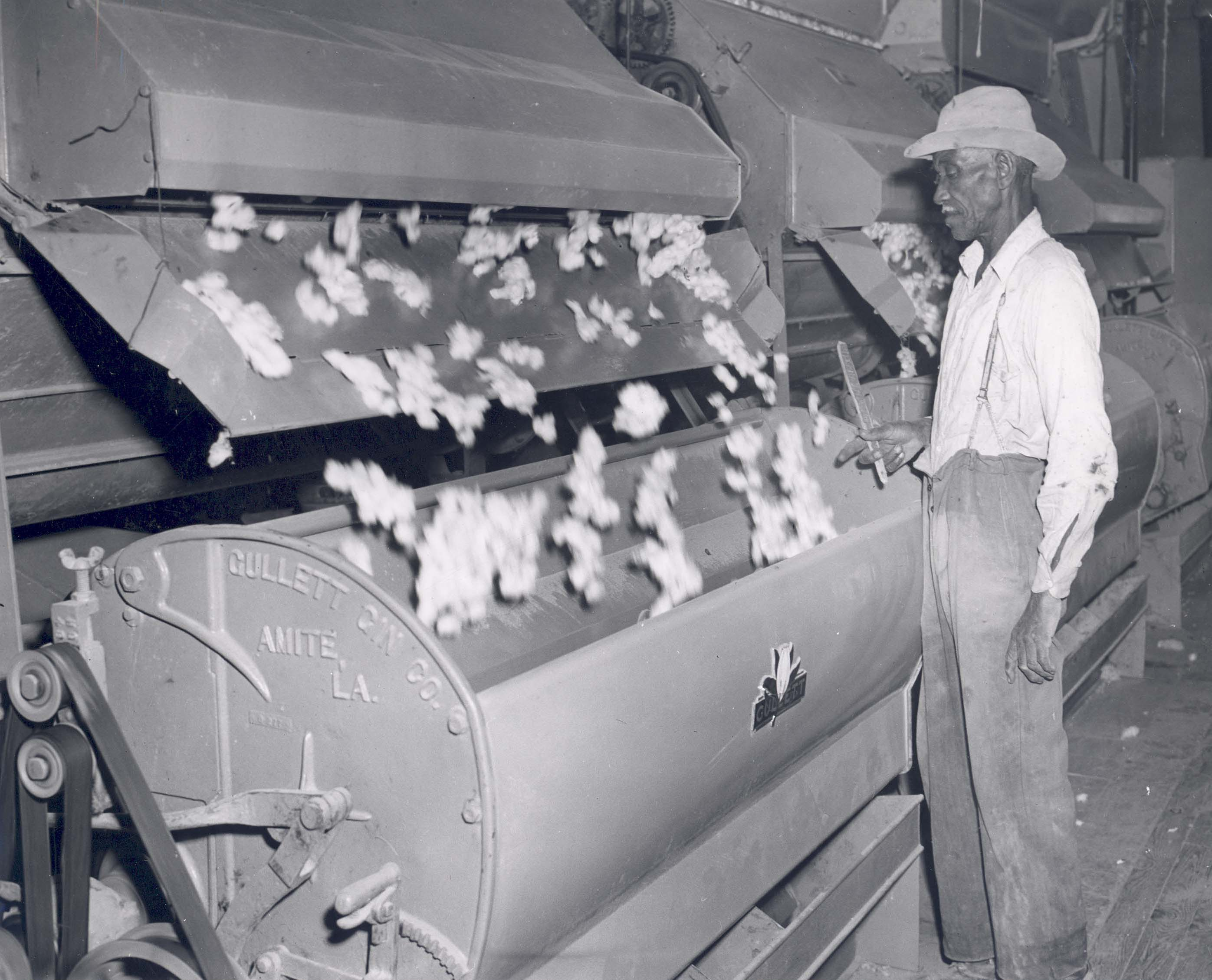
Работник, наблюдающий за очищением хлопка, 1940-е годы

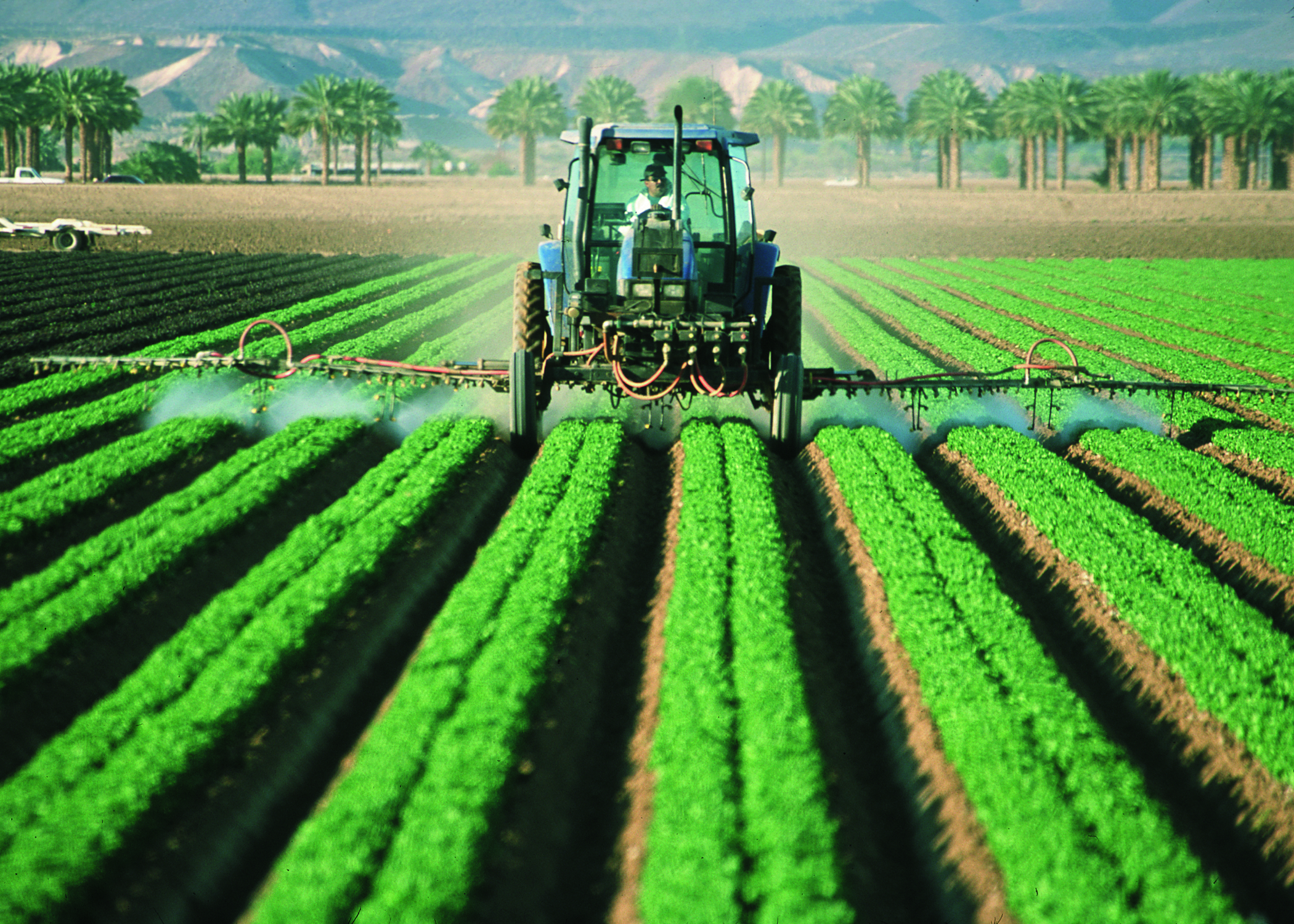
Опрыскивание пестицидами на салатной ферме в Аризоне

Сельское хозяйство в Соединённых Штатах Америки является высокомеханизированным, для него на квадратный километр земли в среднем нужен только один фермер.
Сельское хозяйство — важная отрасль экономики Соединённых Штатов, которые являются чистым экспортёром продовольственных товаров. По данным переписи сельского хозяйства 2017 года, было 2,04 миллиона фермерских хозяйств, занимавших площадь 900 миллионов акров (1 400 000 кв. миль), в среднем 441 акров (178 га) на ферму.
Хотя сельскохозяйственная деятельность существует в каждом штате США, она в первую очередь сосредоточена на Великих равнинах, огромном пространстве равнинной пахотной земли в центре страны, в регионе к западу от Великих озёр и восточнее Скалистых гор. Восточная, более влажная, часть является основным регионом производства кукурузы и сои, известным как Кукурузный пояс, а западная, более сухая, половина известна как Пшеничный пояс из-за высокого уровня производства пшеницы. Калифорнийская долина производит фрукты, овощи и орехи. Американский Юг исторически был крупным производителем хлопка, табака и риса, но за последний век его сельскохозяйственное производство сократилось.
Соединённые Штаты ведут разработки в области улучшения семян, такие, как гибридизация и расширение использования сельскохозяйственных культур от работы Джорджа Вашингтона Карвера до биопластика и биотоплива.
Механизация сельского хозяйства и интенсивное сельское хозяйство были важными этапами в истории США. В частности, вошли в историю стальной плуг John Deer, механическая жатка Сайруса МакКормика, хлопкоочистительная машина Эли Уитни и широко известные трактор Fordson и зерноуборочный комбайн. Современное сельское хозяйство в США варьируется от хобби-ферм и мелких производителей до крупных коммерческих ферм, охватывающих тысячи акров посевных угодий и пастбищ.

## Растениеводство
По состоянию на 2014 год, на США приходилось 42,2 % мирового производства кукурузы, 47,3 % — сои, 20,6 % — хлопка, 10,7 % — пшеницы, 12,5 % — томатов, 7,5 % — картофеля.
Общая площадь земель сельскохозяйственного назначения в США составляет свыше 40 % от общей территории страны. Около одной трети посевных площадей засевается для экспорта сельскохозяйственной продукции. Наибольшие по площади фермы расположены в штатах Монтана, Вайоминг, Аризона, Нью-Мексико, Южная Дакота, Невада. Право собственности на обрабатываемую ими землю имеют 70 % фермеров, арендуют землю — 6,4 %. С начала XX века число ферм все время сокращалось, хотя в последние годы время эта тенденция замедлилась. Согласно данным 2007 года всего 125 тыс. крупных хозяйств (6 % от общего числа), на которые приходилось 30 % общего количества земель, принадлежащих фермерам, произвели и реализовали более 75 % сельхозпродукции.

## Животноводство

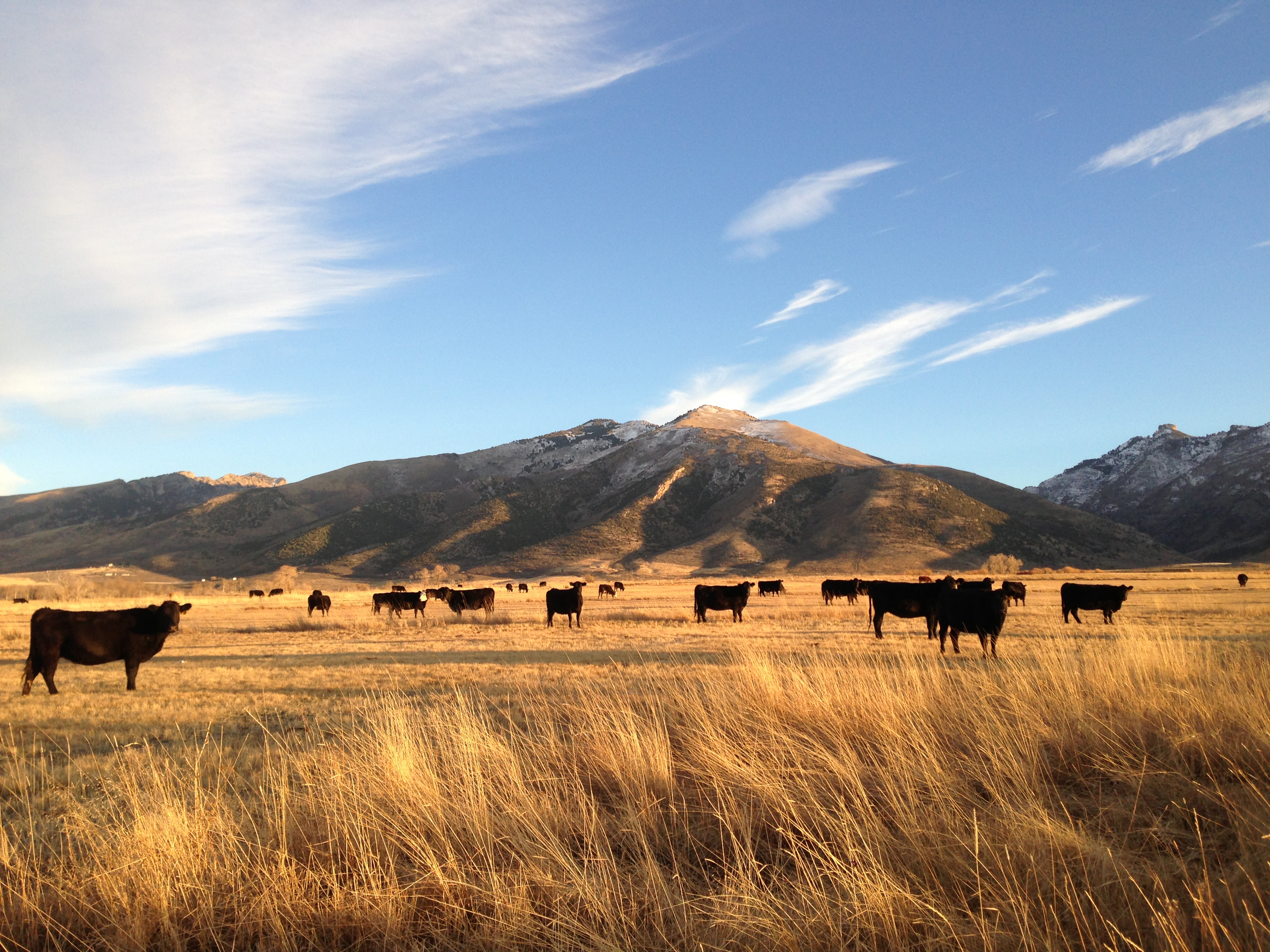
Коровы в Неваде

По состоянию на 2014 год, на США приходилось 16,1 % мирового производства мяса, 16,1 % — молока, 9,9 % — яиц.
Со второй половины XX века в США стали получать высокопродуктивных гибридов, сначала в птицеводстве, а затем и в свиноводстве. В молочном скотоводстве в США практикуют беспривязное содержание коров в помещениях, а в мясном скотоводстве используют примитивные постройки при выращивании молодняка (содержание коров с телятами на подсосе) и гигантские открытые площадки при его откорме. В конце первого десятилетия XX века в США было 11,5 тыс. хозяйств, откармливающих 1000 и более голов крупного рогатого скота (32,7 % от общего поголовья), 2,7 тыс. ферм с поголовьем 5000 и более свиней (60,5 %). По данным на 2007 год, среднее поголовье бройлерной фермы составляло 681 600 голов, свиноводческой — 30 000 голов, мощность откормочной площадки молодняка крупного рогатого скота — 35 000 голов, молочного хозяйства — 570 коров.

## Государственная поддержка
Начало государственной поддержке сельского хозяйства в США положил Закон о регулировании сельского хозяйства 1933 года, принятый во время Великой депрессии. Государственное регулирование было нацелено на то, чтобы поднять цены на сельскохозяйственные продукты путем ограничения их производства. При этом государство согласилось скупать избытки продукции в годы перепроизводства, когда цены на урожай падают ниже «справедливых». В 1973 году американские фермеры начали получать помощь в форме федерального «платежа, покрывающего дефицит», для получения которой фермеры должны были воздерживаться от использования некоторой части своих земель, способствуя тем самым повышению рыночных цен. Новая программа компенсационных платежей, введенная в начале 1980-х годов для уменьшения дорогостоящих государственных запасов зерна, риса и хлопка, вывела из использования примерно 25 % пахотных земель США. К 1980-м годам ежегодные расходы бюджета на реализацию программ поддержки фермеров иногда превышали 20 миллиардов долларов. Многие избиратели осуждали такие расходы и выражали недовольство по поводу того, что государство фактически платило фермерам за отказ от работы.
В 1996 году был принят федеральный закон «Свободу фермам», который отменил самые дорогостоящие программы поддержки сельского хозяйства, а также позволял фермерам производить продукты для мировых рынков без ограничения. Согласно этому закону фермеры должны были получать дотации, которые не зависели от рыночных цен. При этом поддержка цен на арахис и сахар оставалась прежней, а на соевые бобы, хлопок и рис даже повышалась.